# Marquesado de Valdeloro

El marquesado de Valdeloro es un título nobiliario creado por el rey Carlos III por real decreto del 11 de julio de 1764 y real despacho del 14 de diciembre de 1764, a favor de Alonso Boza de Chaves y Ponce de León.

## Historia de los marqueses de Valdeloro
- Alonso Boza de Chaves y Ponce de León, I marqués de Valdeloro,[1][2] capitán del regimiento de caballería de Farnesio, gobernador de Llerena, capitán de la real brigada de carabineros y caballero de la Orden de Santiago.[3]

Sucedió su sobrino nieto:
- Tomás Pérez Boza de Chaves y Arjona (Bienvenida, c. 1759-Aroche, 10 de abril de 1832) II marqués de Valdeloro[1]y caballero maestrante de Sevilla.[2] Era hijo de José Boza de Chaves y Carvajal —nacido en Bienvenida el 3 de junio de 1731, hijo de Tomás Boza de Chaves y de Micaela de Carvajal Ovando—, y de María Jerónima Sánchez Arjona Casquete de Prado, viuda de su primer marido, Gómez Parreño de Castilla y Fuentes.[4]

Casó con su prima, Inés Gutiérrez de la Barreda, hija de Antonio Gutiérrez de la Barreda y de Antonia Boza y Carvajal. Sucedió su hija:
- Carmen de Boza de Chaves y Gutiérrez de la Barreda (m. julio 1867), III marquesa de Valdeloro.[1]

Casó con su primo, Rafael Boza y Parreño (1771-1834), maestrante de Sevilla. Sucedió su nieto, hijo de José Manuel Boza y Boza Parreño, fallecido en 1864, antes que su madre, caballero maestrante de Sevilla, y de su esposa, Manuela Arias Montenegro:
- Joaquín de Boza y Arias (12 de agosto de 1812-3 de septiembre de 1878),[4] IV marqués de Valdeloro.[1][2]

Casó, el 6 de julio de 1857, con Ignacia Gutiérrez Ravé y Fernández de Henestrosa, hija de Manuel Gutiérrez Ravé Remellado y de Josefa Fernández de Henestrosa y Gómez de la Torre. Sucedió su hijo:
- Manuel de Boza y Gutiérrez Ravé (16 de octubre de 1858-Fuente Obejuna, 13 de septiembre de 1924), V marqués de Valdeloro.[1][5]

Soltero, sin descendencia, sucedió su hermano:
- Ignacio Boza y Gutiérrez Ravé (4 de junio de 1869-Fuente Obejuna, 28 de julio de 1931), VI marqués de Valdeloro[1][6]

Casó, en Córdoba en 1905, con Purificación González Anleo y González del Pino (m. 1911), hija de Rafael González Aneleo y Rolas, y de su esposa Desamparados González del Pino y de la Fuente. Sucedió su única hija:
- Purificación Pérez-Boza y González de Anleo (n. 1908),[4] VII marquesa de Valdeloro.[1][7]

Casó, el 30 de junio de 1931, en Fuente Obejuna, con Luis Delgado Álvarez. Sucedió, en 1998, su hijo:
- Luis Delgado y Pérez-Boza (1937-6 de noviembre de 2018[8]), VIII marqués de Valdeloro[1][9] y arquitecto.

Casó con Úrsula Ramírez de Verger Ruano. Su hija, Úrsula Delgado Ramírez de Verger, ha solicitado la sucesión en el título.